# 湯瑪斯·伍爾夫
湯瑪斯·伍爾夫（英語：Thomas Wolfe，1900年10月3日—1938年9月15日），美國小說家。
湯瑪斯·伍爾夫一生共創作四部長篇小說，許多短篇小說，戲劇和中篇小說。 他以混合高度原創、詩意、悲劇、印象派散文與自傳文字而聞名於世。他以敏感，複雜和超分析的觀點在作品中生動地反映美國文化和當代的習俗。
湯瑪斯·伍爾夫去世後，威廉·福克納說伍爾夫可能是當代小說家中最有天賦的一位。湯瑪斯·伍爾夫也影響到傑克·凱魯亞克、雷·布萊伯利和菲利普·羅斯等人的作品。他仍然是現代美國文學的重要作家，自傳小說大師，被認為是北卡羅來納州史上最著名的作家。

## 作品

### 小說
- 《天使望鄉》（又名：《天使望故鄉》）
- 《時間與河流》
- 《網與石》
- 《你不能再回家》
- 《從死亡到早晨》
- 《上帝的孤獨者》

### 雜集
- 《遠山》

## 大眾文化
- 《天才柏金斯》：2016年傳記電影，湯瑪斯·伍爾夫由裘德·洛飾演。